# 透明等棘虫
透明等棘虫（学名：Acanthometra pellucida）为等棘虫科等棘虫属的动物。其种加词“pellucida”意为“透明的”。分布于大西洋、马来群岛、太平洋、地中海，包括东海等海域。